# 水銀溫度計

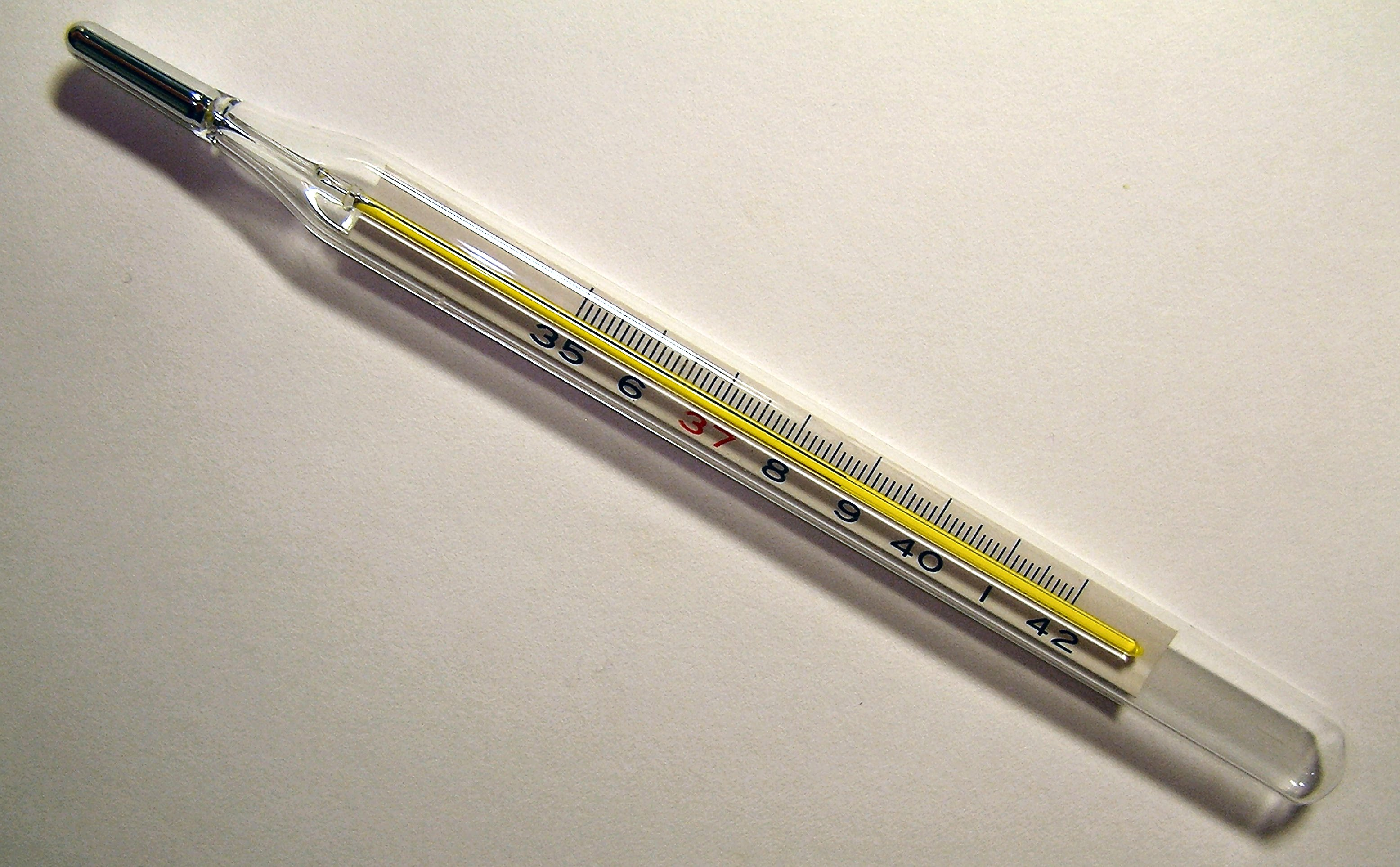
水銀溫度計

水銀溫度計（英文：Mercury thermometer）是由玻璃製成包含水銀球及水銀柱的溫度計，可量度的溫度介於-38℃和360℃之間。
水銀溫度計常用來量測體溫，末端水銀球隨測量位有不同形狀和大小，如口表呈細長型、肛表則為短而圓或用顏色加以區別。體溫計之水銀受熱膨脹。水銀柱升高的度數依受熱程度而定，上升到相當刻度後不再上升之數據即為正確的體溫讀數（每度分成10小格，每格為1/10度）。水銀柱與水銀球連接的上端輕微狹窄，防止水銀倒流至球中，體溫計使用後水銀柱不會自動下降，須快速的甩動水銀才會下降至球內，自動下降的體溫表必须丟棄。水銀柱的直徑約1/1000至2/1000吋，體溫表的一面是平的使刻度清楚易讀，避免從桌面或平滑表面摔破。刻度範圍是攝氏34度至42.2度。
由於水銀廢棄物對環境危害的顧慮，许多國家和地區已禁止生产、使用水銀溫度計。
如果水银温度计不慎摔碎，可撒适量的硫粉与流动的水银反应生成固态的硫化汞，以便回收有剧毒的液态汞。

## 各地使用情況
自2026年1月1日起，中國大陸開始全面禁止生产含汞体温计和含汞血压计。